# Terminal Terrestre Municipal Pascuales
Terminal Terrestre Municipal Pascuales es una terminal de buses en Guayaquil, Ecuador. Se ubica en el km 14,5 de la vía a Daule. Con la obra se dio orden al paradero informal de buses interprovinciales e intercantonales que se ubicaba en el km 13 de la vía a Daule donde prosperaba la inseguridad.
La obra fue inaugurada el 30 de marzo de 2016, pero fue abierta al público el 12 de abril del mismo año, con capacidad para atender entre 10.000 y 15.000 usuarios por día. La construcción incluyó 4 salas de espera, 9 boleterías, 14 andenes, tiene parqueo con capacidad para 82 vehículos, 15 taxis, 33 moticicletas y 25 bicicletas. Con una extensión de 9.000 metros cuadrados, el costo de la obra fue alrededor de 8 millones de dólares.
Entre los principales destinos están los cantones del norte de la provincia del Guayas, Los Ríos y toda la provincia de Manabí. Entre las 18 cooperativas que brindan el servicio están: Rutas Empalmeñas, FIFA, Santa Rosa de Colimes, Santa Lucía y Pedro Carbo.